# Here, There and Everywhere
Here, There and Everywhere é uma canção da banda de rock inglesa The Beatles do seu álbum Revolver, de 1966. Uma balada de amor, composta por Paul McCartney  mas creditada a Lennon-McCartney. McCartney a inclui entre as suas favoritas pessoais de todas as canções que compôs.  Em 2000, Mojo classificou-a em 4.º lugar na lista da revista das maiores canções de todos os tempos.

## Versões em português
Foram feitos três versões em português. A primeira foi feita em 1966 por Fred Jorge que virou "Amor, Nada Mais" que foi gravada pelo cantor Ronnie Von no seu disco de estréia que levava seu nome. A segunda foi feita em 1987 por Fausto Nilo que virou "Viver e Reviver" que foi gravada pela cantora Gal Costa no seu disco Lua de Mel como o Diabo Gosta. A terceira e última foi feita em 2001 pela cantora Rita Lee que virou "Aqui, Ali, Em Qualquer Lugar" que foi gravada por ela própria no disco de mesmo nome da versão.

## Créditos
De acordo com Ian MacDonald, exceto onde indicado:
- Paul McCartney – vocais principais double-tracked, guitarra rítmica,[7][8] baixo, estalo de dedos
- John Lennon – vocais de apoio e estalo de dedos
- George Harrison – guitarra principal, vocais de apoio e estalo de dedos
- Ringo Starr – bateria e estalo de dedos